# 李宁 (少将)
李宁（1962年2月—），男，汉族，山东巨野人，中华人民共和国军事人物、政治人物，毕业于中国人民解放军空军第二高射炮兵学院，中国人民解放军少将，曾任集团军政治部主任、副政治委员，中国人民解放军青海省军区政治委员，中共河北省委常委，现任中国人民解放军河北省军区政治委员。

## 生平
1979年9月加入中国人民解放军。1983年4月加入中国共产党。2018年12月起任中共河北省委常委。